# ASL 항공 프랑스
ASL 항공 프랑스(영어: ASL Airlines France)는 프랑스의 화물 항공사이자 전세 항공사로 파리 샤를 드 골 공항이 허브 공항으로 2000년에 유로페 에어포스트(영어: Europe Airpost)로 설립되었고 주로 전세 항공편과 화물 항공편을 제공한다.

## 보유 기종
- 2015년 10월 기준으로 ASL 항공 프랑스는 다음과 같은 기종을 보유하고 있다.[4]